# Cantó de Tourlaville
El cantó de Tourlaville és un cantó francès del departament de la Manche, situat al districte de Cherbourg-Octeville. Té 5 municipis i el cap es Tourlaville.

## Municipis
- Bretteville-en-Saire
- Digosville
- La Glacerie
- Le Mesnil-au-Val
- Tourlaville

## Història
| Data d'elecció                           | Identitat       | Partit | Qualitat |
| ---------------------------------------- | --------------- | ------ | -------- |
| 1973-1994                                | Georges Fatôme  | PS     |          |
| 1994-2008                                | Roland Sourisse | PS     |          |
| 2008-                                    | André Rouxel    | PS     |          |
| les dades anteriors no són pas conegudes |                 |        |          |
|                                          |                 |        |          |

## Demografia
| A partir de 1990: Població sense dobles comptes |